# Glycaspis occulta
Glycaspis occulta är en insektsart som beskrevs av Moore 1970. Glycaspis occulta ingår i släktet Glycaspis och familjen rundbladloppor. Inga underarter finns listade i Catalogue of Life.